# Grand Prix de Patinação Artística no Gelo de 2004–05
O Grand Prix de Patinação Artística no Gelo de 2004–05 foi a décima temporada do Grand Prix ISU, uma série de competições de patinação artística no gelo disputada na temporada 2004–05. São distribuídas medalhas em quatro disciplinas, individual masculino e individual feminino, duplas e dança no gelo. Os patinadores ganham pontos com base na sua posição em cada evento e os seis primeiros de cada disciplina são qualificados para competir na final do Grand Prix, realizada em Pequim, China.
A competição foi organizada pela União Internacional de Patinação (em inglês:  International Skating Union), a série Grand Prix começou em 21 de outubro e continuaram até 19 dezembro de 2004.

## Calendário
| #     | Evento                             | Localização                    | Data              |
| ----- | ---------------------------------- | ------------------------------ | ----------------- |
| 1     | Skate America de 2004              | Pittsburgh, NJ, Estados Unidos | 21–24 de outubro  |
| 2     | Skate Canada International de 2004 | Halifax, NS, Canadá            | 28–31 de outubro  |
| 3     | NHK Trophy de 2004                 | Nagoya, Japão                  | 4–7 de novembro   |
| 4     | Cup of China de 2004               | Pequim, China                  | 11–14 de novembro |
| 5     | Trophée Éric Bompard de 2004       | Paris, França                  | 19–21 de novembro |
| 6     | Cup of Russia de 2004              | Moscou, Rússia                 | 25–28 de novembro |
| Final | Final do Grand Prix de 2004–05     | Pequim, China                  | 16–19 de dezembro |

## Medalhistas

### Skate America
| Evento                        | Ouro                                             | Prata                                    | Bronze                                         | Ref   |
| Individual masculino detalhes | Brian Joubert · França                           | Ryan Jahnke · Estados Unidos             | Michael Weiss · Estados Unidos                 | [ 1 ] |
| Individual feminino detalhes  | Angela Nikodinov · Estados Unidos                | Cynthia Phaneuf · Canadá                 | Miki Ando · Japão                              | [ 2 ] |
| Duplas detalhes               | Zhang Dan · Zhang Hao · China                    | Julia Obertas · Sergei Slavnov · Rússia  | Rena Inoue · John Baldwin Jr. · Estados Unidos | [ 3 ] |
| Dança no gelo detalhes        | Tanith Belbin · Benjamin Agosto · Estados Unidos | Galit Chait · Sergei Sakhnovski · Israel | Megan Wing · Aaron Lowe · Canadá               | [ 4 ] |

### Skate Canada International
| Evento                        | Ouro                                       | Prata                                           | Bronze                                     | Ref   |
| Individual masculino detalhes | Emanuel Sandhu · Canadá                    | Ben Ferreira · Canadá                           | Jeffrey Buttle · Canadá                    | [ 5 ] |
| Individual feminino detalhes  | Cynthia Phaneuf · Canadá                   | Yoshie Onda · Japão                             | Susanna Pöykiö · Finlândia                 | [ 6 ] |
| Duplas detalhes               | Shen Xue · Zhao Hongbo · China             | Pang Qing · Tong Jian · China                   | Dorota Zagorska · Mariusz Siudek · Polônia | [ 7 ] |
| Dança no gelo detalhes        | Albena Denkova · Maxim Staviski · Bulgária | Marie-France Dubreuil · Patrice Lauzon · Canadá | Galit Chait · Sergei Sakhnovski · Israel   | [ 8 ] |

### NHK Trophy
| Evento                        | Ouro                                       | Prata                                     | Bronze                                           | Ref    |
| Individual masculino detalhes | Johnny Weir · Estados Unidos               | Timothy Goebel · Estados Unidos           | Frédéric Dambier · França                        | [ 9 ]  |
| Individual feminino detalhes  | Shizuka Arakawa · Japão                    | Miki Ando · Japão                         | Elena Sokolova · Rússia                          | [ 10 ] |
| Duplas detalhes               | Maria Petrova · Alexei Tikhonov · Rússia   | Pang Qing · Tong Jian · China             | Dorota Zagorska · Mariusz Siudek · Polônia       | [ 11 ] |
| Dança no gelo detalhes        | Albena Denkova · Maxim Staviski · Bulgária | Tatiana Navka · Roman Kostomarov · Rússia | Isabelle Delobel · Olivier Schoenfelder · França | [ 12 ] |

### Cup of China
| Evento                        | Ouro                                      | Prata                                      | Bronze                                           | Ref    |
| Individual masculino detalhes | Johnny Weir · Estados Unidos              | Brian Joubert · França                     | Emanuel Sandhu · Canadá                          | [ 13 ] |
| Individual feminino detalhes  | Joannie Rochette · Canadá                 | Carolina Kostner · Itália                  | Julia Sebestyen · Hungria                        | [ 14 ] |
| Duplas detalhes               | Shen Xue · Zhao Hongbo · China            | Maria Petrova · Alexei Tikhonov · Rússia   | Pang Qing · Tong Jian · China                    | [ 15 ] |
| Dança no gelo detalhes        | Tatiana Navka · Roman Kostomarov · Rússia | Albena Denkova · Maxim Staviski · Bulgária | Isabelle Delobel · Olivier Schoenfelder · França | [ 16 ] |

### Trophée Éric Bompard
| Evento                        | Ouro                                      | Prata                                      | Bronze                                           | Ref    |
| Individual masculino detalhes | Johnny Weir · Estados Unidos              | Brian Joubert · França                     | Emanuel Sandhu · Canadá                          | [ 17 ] |
| Individual feminino detalhes  | Joannie Rochette · Canadá                 | Carolina Kostner · Itália                  | Julia Sebestyen · Hungria                        | [ 18 ] |
| Duplas detalhes               | Shen Xue · Zhao Hongbo · China            | Maria Petrova · Alexei Tikhonov · Rússia   | Pang Qing · Tong Jian · China                    | [ 19 ] |
| Dança no gelo detalhes        | Tatiana Navka · Roman Kostomarov · Rússia | Albena Denkova · Maxim Staviski · Bulgária | Isabelle Delobel · Olivier Schoenfelder · França | [ 20 ] |

### Cup of Russia
| Evento                        | Ouro                                      | Prata                                       | Bronze                                       | Ref    |
| Individual masculino detalhes | Evgeni Plushenko · Rússia                 | Johnny Weir · Estados Unidos                | Zhang Min · China                            | [ 21 ] |
| Individual feminino detalhes  | Irina Slutskaya · Rússia                  | Shizuka Arakawa · Japão                     | Júlia Sebestyén · Hungria                    | [ 22 ] |
| Duplas detalhes               | Zhang Dan · Zhang Hao · China             | Julia Obertas · Sergei Slavnov · Rússia     | Aliona Savchenko · Robin Szolkowy · Alemanha | [ 23 ] |
| Dança no gelo detalhes        | Tatiana Navka · Roman Kostomarov · Rússia | Elena Grushina · Ruslan Goncharov · Ucrânia | Federica Faiella · Massimo Scali · Itália    | [ 24 ] |

### Final do Grand Prix
| Evento                        | Ouro                                      | Prata                                            | Bronze                                      | Ref    |
| Individual masculino detalhes | Evgeni Plushenko · Rússia                 | Jeffrey Buttle · Canadá                          | Li Chengjiang · China                       | [ 25 ] |
| Individual feminino detalhes  | Irina Slutskaya · Rússia                  | Shizuka Arakawa · Japão                          | Joannie Rochette · Canadá                   | [ 26 ] |
| Duplas detalhes               | Shen Xue · Zhao Hongbo · China            | Maria Petrova · Alexei Tikhonov · Rússia         | Pang Qing · Tong Jian · China               | [ 27 ] |
| Dança no gelo detalhes        | Tatiana Navka · Roman Kostomarov · Rússia | Tanith Belbin · Benjamin Agosto · Estados Unidos | Albena Denkova · Maxim Staviyski · Bulgária | [ 28 ] |

## Qualificação
|  | Patinadores qualificados para a Final do Grand Prix |
|  | Substitutos                                         |

### Individual masculino
| Classificação | Classificação        | Classificação    | Classificação | Classificação | Classificação | Classificação | Classificação | Classificação | Classificação |
| Pos.          | Nome                 | Nacionalidade    | USA           | CAN           | JPN           | CHN           | FRA           | RUS           | Total         |
| ------------- | -------------------- | ---------------- | ------------- | ------------- | ------------- | ------------- | ------------- | ------------- | ------------- |
| 1             | Johnny Weir          | Estados Unidos   | –             | –             | a             | –             | 12            | 9             | 21            |
| 2             | Brian Joubert        | França           | 12            | –             | –             | –             | 9             | –             | 21            |
| 3             | Jeffrey Buttle       | Canadá           | –             | 7             | –             | 12            | –             | –             | 19            |
| 4             | Emanuel Sandhu       | Canadá           | –             | 12            | –             | –             | 7             | –             | 19            |
| 5             | Ryan Jahnke          | Estados Unidos   | 9             | 5             | –             | –             | –             | –             | 14            |
| 6             | Li Chengjiang        | China            | –             | –             | 4             | 9             | –             | –             | 13            |
| 7             | Evgeni Plushenko     | Rússia           | –             | –             | –             | –             | –             | 12            | 12            |
| 8             | Zhang Min            | China            | –             | –             | –             | 5             | –             | 7             | 12            |
| 9             | Michael Weiss        | Estados Unidos   | 7             | –             | 5             | –             | –             | –             | 12            |
| 10            | Ben Ferreira         | Canadá           | 1             | 9             | –             | –             | –             | –             | 10            |
| 11            | Stefan Lindemann     | Alemanha         | a             | 3             | –             | 7             | –             | –             | 10            |
| 12            | Timothy Goebel       | Estados Unidos   | –             | –             | 9             | –             | r             | –             | 9             |
| 13            | Evan Lysacek         | Estados Unidos   | 4             | –             | –             | –             | –             | 4             | 8             |
| 14            | Frederic Dambier     | França           | –             | 0             | 7             | –             | –             | –             | 7             |
| 15            | Song Lun             | China            | 3             | –             | –             | 4             | –             | –             | 7             |
| 16            | Shawn Sawyer         | Canadá           | –             | –             | 0             | –             | –             | 5             | 5             |
| 17            | Ma Xiaodong          | China            | –             | 0             | –             | –             | 5             | –             | 5             |
| 18            | Roman Serov          | Israel           | 5             | –             | –             | –             | –             | –             | 5             |
| 19            | Nicholas Young       | Canadá           | 2             | –             | 3             | –             | –             | –             | 5             |
| 20            | Ivan Dinev           | Bulgária         | –             | –             | –             | 2             | 3             | –             | 5             |
| 21            | Gheorghe Chiper      | Romênia          | –             | 0             | –             | –             | 4             | –             | 4             |
| 22            | Kevin Van Der Perren | Bélgica          | –             | 4             | –             | –             | –             | 0             | 4             |
| 23            | Andrei Lezin         | Rússia           | –             | 1             | –             | –             | –             | 3             | 4             |
| 24            | Takeshi Honda        | Japão            | –             | 2             | 2             | –             | –             | –             | 4             |
| 25            | Scott Smith          | Estados Unidos   | –             | –             | –             | 3             | –             | –             | 3             |
| 26            | Silvio Smalun        | Alemanha         | –             | –             | –             | 0             | 2             | –             | 2             |
| 27            | Andrei Griazev       | Rússia           | –             | –             | –             | –             | –             | 2             | 2             |
| 28            | Alban Preaubert      | França           | –             | –             | 0             | –             | 1             | –             | 1             |
| 29            | Kensuke Nakaniwa     | Japão            | –             | –             | 1             | –             | –             | –             | 1             |
| 30            | Sergei Davydov       | Bielorrússia     | –             | –             | –             | –             | –             | 1             | 1             |
| 31            | Matthew Savoie       | Estados Unidos   | –             | –             | –             | 1             | –             | –             | 1             |
| 32            | Anton Kovalevski     | Ucrânia          | –             | –             | –             | –             | –             | 0             | 0             |
| 33            | Samuel Contesti      | França           | –             | –             | –             | –             | 0             | –             | 0             |
| 34            | Vakhtang Murvanidze  | Geórgia          | 0             | 0             | –             | –             | –             | –             | 0             |
| 35            | Marc Andre Craig     | Canadá           | –             | –             | –             | 0             | –             | –             | 0             |
| 36            | Gregor Urbas         | Eslovênia        | –             | –             | –             | –             | 0             | –             | 0             |
| 37            | Aidas Reklys         | Lituânia         | –             | –             | –             | –             | –             | 0             | 0             |
| 38            | Alexander Shubin     | Rússia           | 0             | –             | 0             | –             | –             | –             | 0             |
| 39            | Daisuke Takahashi    | Japão            | –             | –             | –             | –             | 0             | –             | 0             |
| 40            | Hirokazu Kobayashi   | Japão            | –             | –             | 0             | –             | –             | –             | 0             |
| 41            | Tomas Verner         | República Tcheca | –             | –             | –             | 0             | –             | –             | 0             |

### Individual feminino
| Classificação | Classificação      | Classificação  | Classificação | Classificação | Classificação | Classificação | Classificação | Classificação | Classificação |
| Pos.          | Nome               | Nacionalidade  | USA           | CAN           | JPN           | CHN           | FRA           | RUS           | Total         |
| ------------- | ------------------ | -------------- | ------------- | ------------- | ------------- | ------------- | ------------- | ------------- | ------------- |
| 1             | Irina Slutskaya    | Rússia         | –             | –             | –             | 12            | –             | 12            | 24            |
| 2             | Shizuka Arakawa    | Japão          | –             | –             | 12            | –             | –             | 9             | 21            |
| 3             | Cynthia Phaneuf    | Canadá         | 9             | 12            | –             | –             | –             | –             | 21            |
| 4             | Joannie Rochette   | Canadá         | –             | –             | –             | 7             | 12            | –             | 19            |
| 5             | Miki Ando          | Japão          | a             | –             | 9             | 5             | –             | –             | 14            |
| 6             | Yoshie Onda        | Japão          | –             | 9             | 5             | –             | –             | –             | 14            |
| 7             | Angela Nikodinov   | Estados Unidos | 12            | –             | –             | 1             | –             | –             | 13            |
| 8             | Viktoria Volchkova | Rússia         | –             | –             | 4             | 9             | –             | –             | 13            |
| 9             | Elena Sokolova     | Rússia         | –             | –             | 7             | –             | –             | 5             | 12            |
| 10            | Carolina Kostner   | Itália         | –             | a             | –             | –             | 9             | 2             | 11            |
| 11            | Susanna Pöykiö     | Finlândia      | 4             | 7             | –             | –             | –             | –             | 11            |
| 12            | Julia Sebestyen    | Hungria        | –             | 3             | –             | –             | 7             | a             | 10            |
| 13            | Fumie Suguri       | Japão          | –             | 5             | –             | –             | 5             | –             | 10            |
| 14            | Annette Dytrt      | Alemanha       | –             | –             | –             | –             | 3             | 4             | 7             |
| 15            | Elena Liashenko    | Ucrânia        | 3             | –             | 3             | –             | –             | –             | 6             |
| 16            | Alissa Czisny      | Estados Unidos | 5             | –             | –             | –             | –             | –             | 5             |
| 17            | Amber Corwin       | Estados Unidos | –             | –             | 1             | –             | 4             | –             | 5             |
| 18            | Elina Kettunen     | Finlândia      | –             | –             | –             | 4             | –             | 0             | 4             |
| 19            | Jenna Mccorkell    | Reino Unido    | –             | 1             | –             | 3             | –             | –             | 4             |
| 20            | Mira Leung         | Canadá         | –             | 2             | –             | 2             | –             | –             | 4             |
| 21            | Galina Maniachenko | Ucrânia        | –             | –             | –             | –             | –             | 3             | 3             |
| 22            | Miriam Manzano     | Austrália      | 1             | –             | 2             | –             | –             | –             | 3             |
| 23            | Anne Sophie Calvez | França         | 0             | –             | –             | –             | 2             | –             | 2             |
| 24            | Yukina Ota         | Japão          | 2             | –             | –             | –             | –             | –             | 2             |
| 25            | Liu Yan            | China          | –             | –             | –             | 0             | –             | 1             | 1             |
| 26            | Tatiana Basova     | Rússia         | –             | –             | –             | –             | 1             | 0             | 1             |
| 27            | Alisa Drei         | Finlândia      | –             | –             | 0             | –             | 0             | –             | 0             |
| 28            | Idora Hegel        | Croácia        | 0             | –             | 0             | –             | –             | –             | 0             |
| 29            | Fang Dan           | China          | –             | –             | –             | 0             | 0             | –             | 0             |
| 30            | Lina Johansson     | Suécia         | –             | 0             | –             | –             | –             | –             | 0             |
| 31            | Daria Timoshenko   | Azerbaijão     | –             | –             | –             | –             | –             | 0             | 0             |
| 32            | Valentina Marchei  | Itália         | –             | –             | 0             | –             | 0             | –             | 0             |
| 33            | Lesley Hawker      | Canadá         | –             | 0             | –             | –             | –             | –             | 0             |
| 34            | Jennifer Kirk      | Estados Unidos | –             | –             | –             | –             | –             | 0             | 0             |
| 35            | Yukari Nakano      | Japão          | –             | 0             | –             | 0             | –             | –             | 0             |
| 36            | Zhang Fan          | China          | 0             | –             | –             | –             | –             | –             | 0             |
| 37            | Zuzana Babiakova   | Eslováquia     | –             | 0             | –             | –             | –             | –             | 0             |
| 38            | Sasha Cohen        | Estados Unidos | 0             | –             | –             | –             | –             | –             | 0             |

### Duplas
| Classificação | Classificação                            | Classificação  | Classificação | Classificação | Classificação | Classificação | Classificação | Classificação | Classificação |
| Pos.          | Nome                                     | Nacionalidade  | USA           | CAN           | JPN           | CHN           | FRA           | RUS           | Total         |
| ------------- | ---------------------------------------- | -------------- | ------------- | ------------- | ------------- | ------------- | ------------- | ------------- | ------------- |
| 1             | Shen Xue / Zhao Hongbo                   | China          | –             | a             | –             | 12            | 12            | –             | 24            |
| 2             | Maria Petrova / Alexei Tikhonov          | Rússia         | a             | –             | 12            | –             | 9             | –             | 21            |
| 3             | Zhang Dan / Zhang Hao                    | China          | 12            | –             | –             | 9             | –             | a             | 21            |
| 4             | Pang Qing / Tong Jian                    | China          | –             | 9             | 9             | –             | a             | –             | 18            |
| 5             | Julia Obertas / Sergei Slavnov           | Rússia         | 9             | –             | –             | –             | –             | 9             | 18            |
| 6             | Rena Inoue / John Baldwin, Jr.           | Estados Unidos | 7             | –             | 5             | –             | –             | –             | 12            |
| 7             | Valerie Marcoux / Craig Buntin           | Canadá         | –             | 4             | –             | 7             | –             | –             | 11            |
| 8             | Ding Yang / Ren Zhongfei                 | China          | 5             | –             | –             | 5             | –             | –             | 10            |
| 9             | Viktoria Borzenkova / Andrei Chuvilaev   | Rússia         | –             | 3             | –             | –             | 5             | –             | 8             |
| 10            | Dorota Zagorska / Mariusz Siudek         | Polônia        | –             | 7             | a             | –             | –             | 0             | 7             |
| 11            | Aliona Savchenko / Robin Szolkowy        | Alemanha       | –             | –             | –             | –             | –             | 7             | 7             |
| 12            | Kathryn Orscher / Garrett Lucash         | Estados Unidos | 3             | –             | –             | –             | 4             | –             | 7             |
| 13            | Jennifer Don / Jonathon Hunt             | Estados Unidos | 0             | –             | –             | –             | –             | 5             | 5             |
| 14            | Anabelle Langlois / Patrice Archetto     | Canadá         | –             | 5             | –             | –             | 0             | –             | 5             |
| 15            | Elizabeth Putnam / Sean Wirtz            | Canadá         | 4             | –             | –             | –             | –             | 0             | 4             |
| 16            | Tiffany Scott / Philip Dulebohn          | Estados Unidos | –             | –             | –             | 4             | –             | 0             | 4             |
| 17            | Tatiana Volosozhar / Stanislav Morozov   | Ucrânia        | –             | –             | –             | –             | –             | 4             | 4             |
| 18            | Utako Wakamatsu / Jean-Sebastien Fecteau | Canadá         | –             | –             | 4             | –             | –             | –             | 4             |
| 19            | Natalia Shestakova / Pavel Lebedev       | Rússia         | –             | –             | 3             | –             | –             | 0             | 3             |
| 20            | Julia Beloglazova / Andrei Bekh          | Ucrânia        | –             | –             | 0             | –             | 3             | –             | 3             |
| 21            | Eva-Maria Fitze / Rico Rex               | Alemanha       | –             | –             | 0             | 3             | –             | –             | 3             |
| 22            | Maria Mukhortova / Maxim Trankov         | Rússia         | –             | –             | –             | –             | –             | 3             | 3             |
| 23            | Marylin Pla / Yannick Bonheur            | França         | –             | –             | –             | 0             | 0             | –             | 0             |
| 24            | Marina Aganina / Artem Knyazev           | Uzbequistão    | –             | –             | 0             | 0             | –             | –             | 0             |
| 25            | Brittany Vise / Nicholas Kole            | Estados Unidos | –             | 0             | –             | –             | –             | –             | 0             |
| 26            | Nicole Noennig / Matthias Bleyer         | Alemanha       | –             | 0             | –             | –             | 0             | –             | 0             |
| 27            | Julia Shapiro / Vadim Akolzin            | Israel         | 0             | –             | –             | –             | 0             | –             | 0             |
| 28            | Pascale Bergeron / Robert Davison        | Canadá         | –             | 0             | –             | –             | –             | –             | 0             |
| 29            | Milica Brozovic / Vladimir Futas         | Eslováquia     | –             | 0             | –             | –             | –             | –             | 0             |
| 30            | Diana Rennik / Aleksei Saks              | Estônia        | –             | –             | –             | 0             | –             | –             | 0             |
| 31            | Tatiana Totmianina / Maxim Marinin       | Rússia         | 0             | –             | –             | –             | –             | –             | 0             |

### Dança no gelo
| Classificação | Classificação                            | Classificação    | Classificação | Classificação | Classificação | Classificação | Classificação | Classificação | Classificação |
| Pos.          | Nome                                     | Nacionalidade    | USA           | CAN           | JPN           | CHN           | FRA           | RUS           | Total         |
| ------------- | ---------------------------------------- | ---------------- | ------------- | ------------- | ------------- | ------------- | ------------- | ------------- | ------------- |
| 1             | Tatiana Navka / Roman Kostomarov         | Rússia           | –             | –             | a             | –             | 12            | 12            | 24            |
| 2             | Tanith Belbin / Benjamin Agosto          | Estados Unidos   | 12            | –             | –             | 12            | –             | –             | 24            |
| 3             | Albena Denkova / Maxim Staviski          | Bulgária         | –             | 12            | 12            | –             | a             | –             | 24            |
| 4             | Galit Chait / Sergei Sakhnovski          | Israel           | a             | 7             | –             | 9             | –             | –             | 16            |
| 5             | Marie-France Dubreuil / Patrice Lauzon   | Canadá           | –             | 9             | –             | 7             | –             | –             | 16            |
| 6             | Isabelle Delobel / Olivier Schoenfelder  | França           | –             | a             | 7             | –             | 7             | –             | 14            |
| 7             | Federica Faiella / Massimo Scali         | Itália           | –             | –             | –             | –             | 4             | 7             | 11            |
| 8             | Megan Wing / Aaron Lowe                  | Canadá           | 7             | 4             | –             | –             | –             | –             | 11            |
| 9             | Oksana Domnina / Maxim Shabalin          | Rússia           | –             | –             | –             | 5             | –             | 5             | 10            |
| 10            | Melissa Gregory / Denis Petukhov         | Estados Unidos   | –             | –             | 5             | –             | 5             | –             | 10            |
| 11            | Elena Grushina / Ruslan Goncharov        | Ucrânia          | –             | –             | –             | –             | –             | 9             | 9             |
| 12            | Svetlana Kulikova / Vitali Novikov       | Rússia           | 5             | –             | 4             | –             | –             | –             | 9             |
| 13            | Sinead Kerr / John Kerr                  | Reino Unido      | 4             | –             | –             | –             | –             | 4             | 8             |
| 14            | Kristin Fraser / Igor Lukanin            | Azerbaijão       | –             | –             | –             | 4             | 3             | –             | 7             |
| 15            | Natalia Gudina / Alexei Beletski         | Israel           | –             | –             | 3             | –             | –             | 3             | 6             |
| 16            | Jana Khokhlova / Sergei Novitski         | Rússia           | –             | 3             | –             | –             | –             | 2             | 5             |
| 17            | Nora Hoffmann / Attila Elek              | Hungria          | –             | –             | –             | 3             | 2             | –             | 5             |
| 18            | Julia Golovina / Oleg Voiko              | Ucrânia          | 3             | –             | 2             | –             | –             | –             | 5             |
| 19            | Nathalie Pechalat / Fabien Bourzat       | França           | –             | –             | –             | 2             | 1             | –             | 3             |
| 20            | Christina Beier / William Beier          | Alemanha         | –             | 2             | r             | –             | –             | –             | 2             |
| 21            | Eve Bentley / Cedric Pernet              | França           | 2             | –             | –             | –             | –             | –             | 2             |
| 22            | Nozomi Watanabe / Akiyuki Kido           | Japão            | –             | –             | 1             | –             | –             | 1             | 2             |
| 23            | Kendra Goodwin / Brent Bommentre         | Estados Unidos   | 1             | –             | –             | –             | –             | 0             | 1             |
| 24            | Martine Patenaude / Pascal Denis         | Canadá           | –             | 1             | –             | –             | –             | –             | 1             |
| 25            | Anastasia Grebenkina / Vazgen Azrojan    | Armênia          | –             | –             | –             | 1             | –             | –             | 1             |
| 26            | Alexandra Kauc / Michal Zych             | Polônia          | 0             | –             | –             | –             | –             | 0             | 0             |
| 27            | Loren Galler-Rabinowitz / David Mitchell | Estados Unidos   | 0             | 0             | –             | –             | –             | –             | 0             |
| 28            | Yu Xiaoyang /Wang Chen                   | China            | –             | –             | –             | 0             | 0             | –             | 0             |
| 29            | Yang Fang / Gao Chongbo                  | China            | –             | –             | 0             | 0             | –             | –             | 0             |
| 30            | Nakako Tsuzuki / Kenji Miyamoto          | Japão            | –             | –             | 0             | –             | 0             | –             | 0             |
| 31            | Diana Janostakova / Jiri Prochazka       | República Tcheca | –             | 0             | –             | –             | –             | 0             | 0             |
| 32            | Anna Zadorozhniuk / Sergei Verbillo      | Ucrânia          | –             | –             | –             | –             | 0             | –             | 0             |
| 33            | Elena Romanovskaya / Alexander Grachev   | Rússia           | 0             | –             | –             | –             | –             | –             | 0             |
| 34            | Alessia Aureli / Andrea Vaturi           | Itália           | –             | 0             | –             | –             | –             | –             | 0             |
| 35            | Olga Akimova / Alexander Shakalov        | Uzbequistão      | –             | –             | 0             | –             | –             | –             | 0             |
| 36            | Qi Jia / Sun Xu                          | China            | –             | –             | –             | 0             | –             | –             | 0             |
| 37            | Wang Jiayue / Meng Fei                   | China            | –             | 0             | –             | –             | –             | –             | 0             |